# Dilma Rousseff
Dilma Vana Rousseff (Belo Horizonte, 14 de desembre de 1947) és una economista i política brasilera, presidenta del Brasil de l'1 de gener de 2011 al 31 d'agost de 2016. Es va imposar en la segona volta de les eleccions el 31 d'octubre al seu opositor José Serra amb el 56% dels vots.
És economista i membre del Partido dos Trabalhadores (Partit dels Treballadors); el 2005 va ser nomenada ministra de la Casa Civil pel president Luiz Inácio Lula da Silva: esdevingué la primera dona a assumir aquest càrrec. Va ser presidenta l'1 de gener del 2011, primera dona també a ocupar aquest càrrec. No obstant això, el 12 de maig de 2016 el Senat federal va obrir un procés d'impeachment contra seu, per la qual cosa es veié des de llavors, i fins al final del procés, suspesa de les seves funcions com a cap d'estat i de govern.
El gener de 2021, fou una de les 50 personalitats que va signar el manifest «Dialogue for Catalonia», promogut per Òmnium Cultural i publicat a The Washington Post i The Guardian, a favor de l'amnistia dels presos polítics catalans i del dret d'autodeterminació en el context del procés independentista català. Els signants lamentaren la judicialització del conflicte polític català i conclogueren que aquesta via, lluny de resoldre'l, l'agreujava: «ha comportat una repressió creixent i cap solució». Alhora, feren una crida al «diàleg sense condicions» de les parts «que permeti a la ciutadania de Catalunya decidir el seu futur polític» i exigiren la fi de la repressió i l'amnistia per als represaliats.

## Biografia
Nascuda en una família de classe mitjana alta a Belo Horizonte, de pare búlgar i mare brasilera. Dilma Rousseff es va interessar pel socialisme en la seva joventut, després del cop d'estat de 1964. Aviat es va unir a organitzacions que lluitaven contra la dictadura militar. Les seves activitats en aquestes organitzacions són considerades objecte de polèmica, encara que ella declari no haver participat mai en la lluita armada. Després de ser capturada per les forces de la repressió, va passar gairebé tres anys a la presó, entre 1970 i 1972, període en el qual afirma haver estat «brutalment torturada».
Després de sortir de la presó, Rousseff va refer la seva vida a Rio Grande do Sul, amb Carlos Araújo, que seria company seu durant 30 anys. Ells van ajudar a organitzar el Partido Democrático Trabalhista (Partit Democràtic Laborista, PDT) a l'estat, participant activament en diverses campanyes electorals. Ella es va fer secretària d'Hisenda de Porto Alegre durant el govern d'Alceu Collares, i posteriorment secretària d'Energia de Rio Grande do Sul, en els governs de Collares i d'Olívio Dutra. El 2000, després d'una disputa interna, va deixar el PDT i es va unir al Partido dos Trabalhadores.
El 2002, Dilma Rousseff es va unir a l'equip responsable per establir un pla energètic de govern per al llavors candidat Luiz Inácio Lula da Silva. Després d'una participació destacada en aquell grup, Lula la va convidar a ser ministra d'Energia. Una vegada més reconeguda pels seus mèrits tècnics i directius, va ser designada ministra de la Casa Civil, després de la crisi política que va conduir a la reassignació de José Dirceu. Coneguda pel seu geni fort, ella es va convertir en el centre de diverses controvèrsies, encara que Lula la va escollir com la seva candidata favorita per a succeir-lo.
El 26 d'abril de 2009 va anunciar que tres setmanes abans se li havia detectat un càncer limfàtic i que s'hauria de sotmetre a un tractament de quimioteràpia, tot i que va afirmar que no disminuiria el seu ritme de treball; va afegir també que ja se li havia extirpat un tumor i que el que li havien detectat tenia un alt percentatge de curació.
El 31 d'octubre de 2010 es va imposar en la segona volta de les eleccions del país al seu opositor José Serra amb el 56% dels vots; esdevingué així la primera dona presidenta del Brasil.
El 21 de setembre de 2011, es convertí en la primera dona a obrir els debats de l'Assemblea General de l'ONU.

### Procés d'impeachment
El 2 de desembre del 2015 el president de la Cambra dels Diputats, Eduardo Cunha, va acceptar la denúncia per crim de responsabilitat facilitada pel procurador de justícia Hélio Bicudo i pels advocats Miguel Reale Júnior i Janaina Paschoal. Les acusacions a les quals s'enfrontava Dilma Rousseff eren la violació de la Llei de pressuposts i la Llei de probabilitat administrativa, a més de sospites d'implicació de la presidenta en l'afer Petrobras, per suposada corrupció, l'objecte del qual s'estava investigant per part de la Policia Federal, dins de l'anomenada operació Lava Jato.
El 18 d'abril del 2016, en una "interminable" sessió de més de sis hores de durada, la Cambra dels Diputats del Brasil va decidir donar continuïtat a la moció de censura contra la presidenta del país. Per 367 vots a favor i només 137 en contra, l'oposició va posar en la corda fluixa la líder del Partit dels Treballadors. El 12 de maig següent el Senat brasiler va decidir apartar Rousseff de la presidència. Després d'una jornada de votació i debat que es va allargar entre l'11 i 12 de maig, els vots van assolir el mínim de quaranta-un senadors necessaris per a fer possible l'acusació. El judici per les acusacions de manipulació dels comptes i sol·licitud de crèdits sense permís del parlament es va ajornar per al mes de desembre del 2016. Mentrestant, com era previst, Michel Temer va prendre'n el relleu.

## Premis
- 2011: Woodrow Wilson Awards for Public Service[21]